# Logika wolna
Niektóre z zamieszczonych tu informacji wymagają weryfikacji.
Dokładniejsze informacje o tym, co należy poprawić, być może znajdują się w dyskusji tego artykułu.
 Po wyeliminowaniu niedoskonałości należy usunąć szablon [[Szablon:Dopracować|]] z tego artykułu.
Logika wolna (ang. free logic) – logika wolna od założeń ontologicznych, takich jak założenie niepustości dziedziny.
Jako pierwszy problem pustości dziedziny rozważał Andrzej Stanisław Mostowski, następnie zajmowali się nim m.in. Hailperin, Quine, Hintikka, a także van Frassen, Strawson, Leonard i Lambert (ten ostatni również wymyślił określenie logika wolna).

## Wyjaśnienie
Istnieje kilka problemów charakterystycznych dla rozważań logik wolnych.
Po pierwsze, jeżeli odrzucimy założenie niepustości dziedziny, konieczne jest zreformowanie aksjomatyki rachunku predykatów. Fałszywa staje się zasada generalizacji egzystencjalnej: {\displaystyle (\forall x)\varphi (x)\Rightarrow (\exists x)\varphi (x)} (x, y, ... to zmienne, a, b, ... stałe indywiduowe). Pierwszą aksjomatyzację działającą również dla dziedziny pustej podał Mostowski (1951), jednak była w pewnym sensie nieelegancka. Klasyczny modus ponendo ponens nie zachowywał prawdziwości i musiał zostać osłabiony. Później aksjomatyzacje podawali Hailperin, Quine, Hintikka.
Jeżeli dziedzina jest pusta, fałszywe są wszelkie zdania z kwantyfikatorem egzystencjalnym. Pojawia się jednak pytanie: jaka będzie wartość logiczna wyrażeń z dużym kwantyfikatorem? Możliwe są trzy podejścia: zdania takie są fałszywe (Mostowski), prawdziwe (Hailperin) lub nie mają wartości logicznej (Strawson). Każde z tych rozwiązań ma pewne wady. Jeżeli przyjmiemy rozwiązanie Mostowskiego, problematyczne są domknięcia tautologii rachunku zdań (np. {\displaystyle (\forall x)[\varphi (x)\vee \neg \varphi (x)])}), które w sposób sprzeczny z intuicją powinniśmy traktować jako fałszywe. W rozwiązaniu Hailperina, odwrotnie, kłopotliwe są domknięcia kontrtautologii rachunku zdań. System Strawsona uniemożliwia zaś analizę takich zdań na gruncie logiki dwuwartościowej.
Logiki wolne pomagają rozwiązać problem nazw pustych (np. obecny król Francji). W russellowskiej teorii deskrypcji są one uznawane za nazwy pozorne, skróty deskrypcji (np. obecny król Francji = „jedyny taki x, że x jest królem Francji i x żyje współcześnie”), którym nie odpowiada żaden przedmiot. Stąd już niedaleko do uznania mocno wątpliwej tezy, że wszystkie „nazwy własne” są skrótami deskrypcji, a jedyne właściwe nazwy to to i ten. Przyjmując pewien wariant logiki wolnej, pozbywamy się tych problemów. Możemy ponadto w prosty sposób wyrazić takie zdania jak „a istnieje”: {\displaystyle (\exists x)(x=a)} (por. Hintikka 1959).